# دولس ماريا رودريغيز
دولس ماريا رودريغيز (بالإسبانية: Dulce María Rodríguez) هي عداءة مراثونية مكسيكية، ولدت في 14 أغسطس 1972 في تولوكا في المكسيك.

## وصلات خارجية
- دولس ماريا رودريغيز على موقع الاتحاد الدولي لألعاب القوى (الإنجليزية)
- دولس ماريا رودريغيز على موقع أوليمبيديا (الإنجليزية)